# Tympanogaster canobolas
Tympanogaster canobolas är en skalbaggsart som beskrevs av Perkins 2006. Tympanogaster canobolas ingår i släktet Tympanogaster och familjen vattenbrynsbaggar. Inga underarter finns listade i Catalogue of Life.